# 多聞福音教会
単立 多聞福音教会（たんりつ たもんふくいんきょうかい）は、兵庫県神戸市垂水区にあるキリスト教プロテスタントの単立教会。

## 概要
- 1980年、スウェーデン、オレブロミッションのG・クレメンソン宣教師による開拓教会である単立垂水福音教会出身の牧師夫婦によって礼拝が始められた。
- 1981年、クリスチャン建築家高田亀雄の協力のもと、数少ない教会員とともに教会堂を建築。その後十数年をかけ、牧師自らによる工事によって教会堂を立てあげる。

## 牧師
- 吉川潤（きっかわじゅん）
1953年5月10日生まれ。出身は島根県美郷町。富士通株式会社に就職し神戸へ。退職して関西聖書神学校へ進学。卒業後多聞福音教会を開拓する。

## 交通アクセス
- 所在地：兵庫県神戸市垂水区南多聞台2-9-18
- JR西日本 朝霧駅または舞子駅 からバス。南多聞台2丁目下車すぐ。
- 神戸市営地下鉄・山手線 学園都市駅 からバス。